# 4329 (1982 SX2)
4329 (1982 SX2) је астероид главног астероидног појаса са средњом удаљеношћу од Сунца која износи 2,257 астрономских јединица (АЈ).
Апсолутна магнитуда астероида је 13,7.